# Annabel Pitcher
Annabel Pitcher (West Yorkshire, 1982) is een Britse kinderboekenschrijfster.

## Biografie
Pitcher werd geboren in een dorp in West-Yorkshire. Ze studeerde Engelse literatuur aan de Universiteit van Oxford. 
Haar eerste roman, My Sister Lives on the Mantelpiece (in het Nederlands vertaald als Mijn zus woont op de schoorsteenmantel), gaat over de tragedie van een gezin dat uit elkaar valt door een terroristische aanslag. Het boek werd vrijwel meteen een bestseller en is in meer dan twintig talen vertaald. Het werd genomineerd voor de Red House Children's Book Award, de Galaxy Children's Book of the Year, de Carnegie Medal van 2012 en de Dylan Thomas Prize van 2011. Het won onder andere de Betty Trask Award van de Royal Society of Authors, de Hull Children's Book of the Year en de Branford Boase Award van 2012 voor het meest opvallende debuut. Het boek werd geselecteerd voor de White Ravens 2012.
Pitchers tweede roman, Ketchup Clouds, in het Nederlands vertaald als Onder de ketchupwolken, won de Waterstones Children's Book Prize. Ook ontving het boek in 2014 de Edgar Allan Poe Award voor 'Beste Young Adult Roman', toegekend door de Mystery Writers of America. De Nederlandse vertaling van het boek won in 2015 een Gouden Lijst.
Voordat haar eerste boek werd uitgegeven, volgde Pitcher een lerarenopleiding en gaf ze Engels op Wakefield Girls' High School.